# 1972年オーストリアグランプリ
1972年オーストリアグランプリ (1972ねんオーストリアグランプリ、英: 1972 Austrian Grand Prix) は、1972年のF1世界選手権第9戦として、1972年8月13日にエステルライヒリンクで開催された。
レースは54周で行われ、ポールポジションからスタートしたロータスのエマーソン・フィッティパルディが優勝した。マクラーレンはデニス・ハルムが2位、チームメイトのピーター・レブソンが3位となった。

## エントリー
ティレルは新車005のインボードブレーキを標準的なブレーキに改め、ジャッキー・スチュワートに与えた。
マクラーレンはアメリカのレースから復帰したピーター・レブソンにもM19Cを与えた。フェラーリはジャッキー・イクスとクレイ・レガツォーニの2台体制で参加した。BRMは3台のP160Cをジャン＝ピエール・ベルトワーズ、ピーター・ゲシン、ハウデン・ガンレイに与え、レイネ・ウィセルがメンバーから外された。テクノはナンニ・ギャリを起用した。コンニューのフランソワ・ミゴールはマクラーレンから貸し出されたフォード・コスワース・DFVエンジンを壊さないため、9,000rpmを超えないように命令が下されていたため、スターティングマネーの回収だけを願って復帰した。

### エントリーリスト
| チーム                                             | No. | ドライバー                       | コンストラクター | シャシー | エンジン                         | タイヤ |
| -------------------------------------------------- | --- | -------------------------------- | ---------------- | -------- | -------------------------------- | ------ |
| エルフ・チーム・ティレル                           | 1   | ジャッキー・スチュワート         | ティレル         | 005      | フォード・コスワース DFV 3.0L V8 | G      |
| エルフ・チーム・ティレル                           | 2   | フランソワ・セベール             | ティレル         | 002      | フォード・コスワース DFV 3.0L V8 | G      |
| クラーク＝モーダウント＝ガスリー・レーシング       | 3   | マイク・ボイトラー               | マーチ           | 721G     | フォード・コスワース DFV 3.0L V8 | F      |
| STP・マーチ・レーシングチーム                      | 4   | ニキ・ラウダ                     | マーチ           | 721G     | フォード・コスワース DFV 3.0L V8 | G      |
| STP・マーチ・レーシングチーム                      | 5   | ロニー・ピーターソン             | マーチ           | 721G     | フォード・コスワース DFV 3.0L V8 | G      |
| マールボロ・BRM                                    | 6   | ピーター・ゲシン                 | BRM              | P160C    | BRM P142 3.0L V12                | F      |
| マールボロ・BRM                                    | 7   | ジャン＝ピエール・ベルトワーズ 1 | BRM              | P160C    | BRM P142 3.0L V12                | F      |
| マールボロ・BRM                                    | 32  | ジャン＝ピエール・ベルトワーズ 1 | BRM              | P160B    | BRM P142 3.0L V12                | F      |
| マールボロ・BRM                                    | 8   | レイネ・ウィセル 2               | BRM              | P160C    | BRM P142 3.0L V12                | F      |
| マールボロ・BRM                                    | 9   | ハウデン・ガンレイ               | BRM              | P160C    | BRM P142 3.0L V12                | F      |
| エキップ・マトラ・スポール                         | 10  | クリス・エイモン 3               | マトラ           | MS120D   | マトラ MS72 3.0L V12             | G      |
| エキップ・マトラ・スポール                         | 30  | クリス・エイモン 3               | マトラ           | MS120C   | マトラ MS72 3.0L V12             | G      |
| チェラミカ・パニョッシン・チーム・サーティース     | 11  | アンドレア・デ・アダミッチ       | サーティース     | TS9B     | フォード・コスワース DFV 3.0L V8 | F      |
| チーム・サーティース                               | 24  | ティム・シェンケン               | サーティース     | TS9B     | フォード・コスワース DFV 3.0L V8 | F      |
| ブルックボンド・オクソ・チーム・サーティース       | 25  | マイク・ヘイルウッド             | サーティース     | TS9B     | フォード・コスワース DFV 3.0L V8 | F      |
| ブルックボンド・オクソ・チーム・サーティース       | 26  | ジョン・サーティース 1           | サーティース     | TS9      | フォード・コスワース DFV 3.0L V8 | F      |
| ヤードレー・チーム・マクラーレン                   | 12  | デニス・ハルム                   | マクラーレン     | M19C     | フォード・コスワース DFV 3.0L V8 | G      |
| ヤードレー・チーム・マクラーレン                   | 14  | ピーター・レブソン               | マクラーレン     | M19C     | フォード・コスワース DFV 3.0L V8 | G      |
| マルティーニ・レーシングチーム                     | 15  | ナンニ・ギャリ                   | テクノ           | PA123/3  | テクノ シリーズP 3.0L F12        | F      |
| モーターレーシング・ディベロップメンツ・リミテッド | 16  | グラハム・ヒル                   | ブラバム         | BT37     | フォード・コスワース DFV 3.0L V8 | G      |
| モーターレーシング・ディベロップメンツ・リミテッド | 17  | カルロス・ロイテマン             | ブラバム         | BT37     | フォード・コスワース DFV 3.0L V8 | G      |
| モーターレーシング・ディベロップメンツ・リミテッド | 28  | ウィルソン・フィッティパルディ   | ブラバム         | BT34     | フォード・コスワース DFV 3.0L V8 | G      |
| スクーデリア・フェラーリ SpA SEFAC                 | 18  | ジャッキー・イクス               | フェラーリ       | 312B2    | フェラーリ 001/1 3.0L F12        | F      |
| スクーデリア・フェラーリ SpA SEFAC                 | 19  | クレイ・レガツォーニ             | フェラーリ       | 312B2    | フェラーリ 001/1 3.0L F12        | F      |
| ジョン・プレイヤー・チーム・ロータス               | 20  | エマーソン・フィッティパルディ 4 | ロータス         | 72D      | フォード・コスワース DFV 3.0L V8 | F      |
| ジョン・プレイヤー・チーム・ロータス               | 31  | エマーソン・フィッティパルディ 4 | ロータス         | 72D      | フォード・コスワース DFV 3.0L V8 | F      |
| ジョン・プレイヤー・チーム・ロータス               | 21  | デビッド・ウォーカー             | ロータス         | 72D      | フォード・コスワース DFV 3.0L V8 | F      |
| チーム・ウィリアムズ・モチュール                   | 22  | アンリ・ペスカロロ               | マーチ           | 721      | フォード・コスワース DFV 3.0L V8 | G      |
| チーム・ウィリアムズ・モチュール                   | 23  | カルロス・パーチェ               | マーチ           | 711      | フォード・コスワース DFV 3.0L V8 | G      |
| チーム・アイフェラント・キャラバンズ               | 27  | ロルフ・シュトメレン             | アイフェラント   | E21      | フォード・コスワース DFV 3.0L V8 | G      |
| ダーンヴァル・コンニュー・レーシングチーム         | 29  | フランソワ・ミゴール             | コンニュー       | PC1      | フォード・コスワース DFV 3.0L V8 | F      |
| ソース:                                            |     |                                  |                  |          |                                  |        |

追記
- ^1 - ベルトワーズはNo.7（P160C）とNo.32（P160B）の2台をエントリーしていたが[5]、No.7（P160C）で出走[6]
- ^2 - エントリーのみ[6]
- ^3 - エイモンはNo.10（MS120D）とNo.30（MS120C）の2台をエントリーしていたが[5]、No.10（MS120D）で出走[6]
- ^4 - E.フィッティパルディはNo.20とNo.31（両方とも72D）の2台をエントリーしていたが[5]、No.31で出走[6]

## 予選
エマーソン・フィッティパルディが前年のポールシッターであるジョー・シフェールのタイムを2秒近く上回り、今季3度目のポールポジションを獲得した。2番手のクレイ・レガツォーニとはわずか0.07秒差であった。ティレル・005のパフォーマンスに満足していないジャッキー・スチュワートはピーター・レブソンと2列目に並び、カルロス・ロイテマンはブラバム・BT37の台頭を示して5番手を確保し、クリス・エイモンと3列目に並ぶ。前戦ドイツGPで完勝したジャッキー・イクスは9番手に沈んだ。ウィリアムズのアンリ・ペスカロロはセッション中にマーチ・721をクラッシュさせたため、決勝に出走できなくなった。

### 予選結果
| 順位    | No. | ドライバー                     | コンストラクター        | タイム  | 差    | グリッド |
| ------- | --- | ------------------------------ | ----------------------- | ------- | ----- | -------- |
| 1       | 31  | エマーソン・フィッティパルディ | ロータス-フォード       | 1:35.97 | -     | 1        |
| 2       | 19  | クレイ・レガツォーニ           | フェラーリ              | 1:36.04 | +0.07 | 2        |
| 3       | 1   | ジャッキー・スチュワート       | ティレル-フォード       | 1:36.35 | +0.38 | 3        |
| 4       | 14  | ピーター・レブソン             | マクラーレン-フォード   | 1:36.63 | +0.66 | 4        |
| 5       | 17  | カルロス・ロイテマン           | ブラバム-フォード       | 1:37.15 | +1.18 | 5        |
| 6       | 10  | クリス・エイモン               | マトラ                  | 1:37.16 | +1.19 | 6        |
| 7       | 12  | デニス・ハルム                 | マクラーレン-フォード   | 1:37.20 | +1.23 | 7        |
| 8       | 24  | ティム・シェンケン             | サーティース-フォード   | 1:37.25 | +1.28 | 8        |
| 9       | 18  | ジャッキー・イクス             | フェラーリ              | 1:37.33 | +1.36 | 9        |
| 10      | 9   | ハウデン・ガンレイ             | BRM                     | 1:37.55 | +1.58 | 10       |
| 11      | 5   | ロニー・ピーターソン           | マーチ-フォード         | 1:37.58 | +1.61 | 11       |
| 12      | 25  | マイク・ヘイルウッド           | サーティース-フォード   | 1:37.77 | +1.80 | 12       |
| 13      | 11  | アンドレア・デ・アダミッチ     | サーティース-フォード   | 1:38.08 | +2.11 | 13       |
| 14      | 16  | グラハム・ヒル                 | ブラバム-フォード       | 1:38.14 | +2.17 | 14       |
| 15      | 28  | ウィルソン・フィッティパルディ | ブラバム-フォード       | 1:38.25 | +2.28 | 15       |
| 16      | 6   | ピーター・ゲシン               | BRM                     | 1:38.48 | +2.51 | 16       |
| 17      | 27  | ロルフ・シュトメレン           | アイフェラント-フォード | 1:38.62 | +2.65 | 17       |
| 18      | 23  | カルロス・パーチェ             | マーチ-フォード         | 1:38.62 | +2.65 | 18       |
| 19      | 21  | デビッド・ウォーカー           | ロータス-フォード       | 1:38.81 | +2.84 | 19       |
| 20      | 2   | フランソワ・セベール           | ティレル-フォード       | 1:38.85 | +2.88 | 20       |
| 21      | 7   | ジャン＝ピエール・ベルトワーズ | BRM                     | 1:38.89 | +2.92 | 21       |
| 22      | 4   | ニキ・ラウダ                   | マーチ-フォード         | 1:39.04 | +3.07 | 22       |
| 23      | 15  | ナンニ・ギャリ                 | テクノ                  | 1:39.13 | +3.16 | 23       |
| 24      | 3   | マイク・ボイトラー             | マーチ-フォード         | 1:39.92 | +3.95 | 24       |
| 25      | 22  | アンリ・ペスカロロ             | マーチ-フォード         | 1:40.28 | +4.31 | DNS 1    |
| 26      | 29  | フランソワ・ミゴール           | コンニュー-フォード     | 1:43.88 | +7.91 | 25       |
| ソース: |     |                                |                         |         |       |          |

追記
- ^1 - ペスカロロはアクシデントによりマシンを壊したため、決勝に出走することができなかった[2]

## 決勝

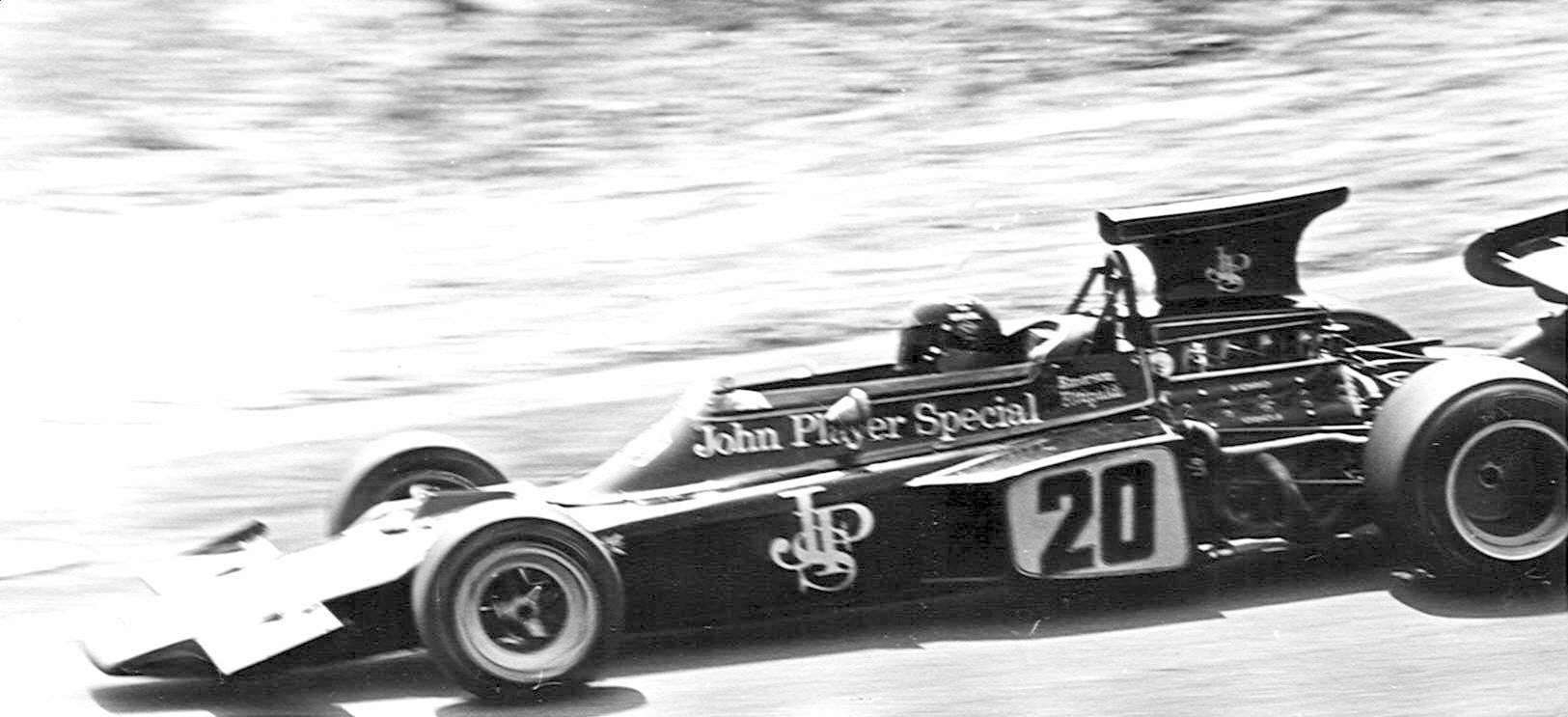
エマーソン・フィッティパルディがプラクティス中にドライブしたロータス・72D。決勝はカーナンバー31のスペアカーでレースを制した。

ジャッキー・スチュワートが好スタートを切り、クレイ・レガツォーニ、エマーソン・フィッティパルディ、デニス・ハルムをリードする。その後方からカルロス・ロイテマン、ピーター・レブソン、クリス・エイモンが追う。レガツォーニは燃料供給系にトラブルを抱え始め、4周に渡ってE.フィッティパルディを抑えたが2位の座を失った。レガツォーニはその後ハルムにも抜かれた後ピットインし、E.フィッティパルディはスチュワートとの差を徐々に縮めていく。24周目にはE.フィッティパルディが首位に立ち、27周目にはハルムもスチュワートを抜いて2位に浮上した。スチュワートは新車ティレル・005の不調によりその後も順位を落とし、最終的には入賞圏外の7位まで後退した。E.フィッティパルディとハルムの首位争いは最後まで続いたが、1秒差でE.フィッティパルディがレースを制した。2位ハルムと3位レブソンのマクラーレン勢が表彰台の2つを占め、以下、マイク・ヘイルウッド、エイモン、ハウデン・ガンレイが入賞した。
E.フィッティパルディは今シーズン4勝目を挙げてドライバーズポイントを52点とし、ライバルのスチュワートとハルムとの差を25点まで広げ、初のドライバーズチャンピオンに王手をかけた。コンストラクターズチャンピオン争いもロータスがマクラーレンに17点差、ティレルに19点差を付け、2年ぶりのチャンピオン獲得に大きく前進した。
この年F1参戦を開始したアイフェラントとコンニューであったが、本レースをもってF1から撤退した。アイフェラントは8戦、コンニューはわずか2戦のみの参戦であった。コンニュー・PC1は翌年、F5000用に改造された。

### レース結果
| 順位    | No. | ドライバー                     | コンストラクター        | 周回数 | タイム/リタイア原因 | グリッド | ポイント |
| ------- | --- | ------------------------------ | ----------------------- | ------ | ------------------- | -------- | -------- |
| 1       | 31  | エマーソン・フィッティパルディ | ロータス-フォード       | 54     | 1:29:16.66          | 1        | 9        |
| 2       | 12  | デニス・ハルム                 | マクラーレン-フォード   | 54     | +1.18               | 7        | 6        |
| 3       | 14  | ピーター・レブソン             | マクラーレン-フォード   | 54     | +36.53              | 4        | 4        |
| 4       | 25  | マイク・ヘイルウッド           | サーティース-フォード   | 54     | +44.76              | 12       | 3        |
| 5       | 10  | クリス・エイモン               | マトラ                  | 54     | +45.64              | 6        | 2        |
| 6       | 9   | ハウデン・ガンレイ             | BRM                     | 54     | +1:01.19            | 10       | 1        |
| 7       | 1   | ジャッキー・スチュワート       | ティレル-フォード       | 54     | +1:09.09            | 3        |          |
| 8       | 7   | ジャン＝ピエール・ベルトワーズ | BRM                     | 54     | +1:21.45            | 21       |          |
| 9       | 2   | フランソワ・セベール           | ティレル-フォード       | 53     | +1 Lap              | 20       |          |
| 10      | 4   | ニキ・ラウダ                   | マーチ-フォード         | 53     | +1 Lap              | 22       |          |
| 11      | 24  | ティム・シェンケン             | サーティース-フォード   | 52     | +2 Laps             | 8        |          |
| 12      | 5   | ロニー・ピーターソン           | マーチ-フォード         | 52     | +2 Laps             | 11       |          |
| 13      | 6   | ピーター・ゲシン               | BRM                     | 51     | +3 Laps             | 16       |          |
| 14      | 11  | アンドレア・デ・アダミッチ     | サーティース-フォード   | 51     | +3 Laps             | 13       |          |
| 15      | 27  | ロルフ・シュトメレン           | アイフェラント-フォード | 48     | エンジン            | 17       |          |
| NC      | 23  | カルロス・パーチェ             | マーチ-フォード         | 46     | 規定周回数不足      | 18       |          |
| NC      | 15  | ナンニ・ギャリ                 | テクノ                  | 45     | 規定周回数不足      | 23       |          |
| Ret     | 16  | グラハム・ヒル                 | ブラバム-フォード       | 36     | 燃料噴射装置        | 14       |          |
| Ret     | 28  | ウィルソン・フィッティパルディ | ブラバム-フォード       | 31     | ブレーキ            | 15       |          |
| Ret     | 3   | マイク・ボイトラー             | マーチ-フォード         | 24     | 燃料システム        | 24       |          |
| Ret     | 29  | フランソワ・ミゴール           | コンニュー-フォード     | 22     | サスペンション      | 25       |          |
| Ret     | 18  | ジャッキー・イクス             | フェラーリ              | 20     | 燃料システム        | 9        |          |
| Ret     | 17  | カルロス・ロイテマン           | ブラバム-フォード       | 14     | 燃料噴射装置        | 5        |          |
| Ret     | 19  | クレイ・レガツォーニ           | フェラーリ              | 13     | 燃料システム        | 2        |          |
| Ret     | 21  | デビッド・ウォーカー           | ロータス-フォード       | 6      | エンジン            | 19       |          |
| DNS     | 22  | アンリ・ペスカロロ             | マーチ-フォード         |        | 予選でアクシデント  |          |          |
| ソース: |     |                                |                         |        |                     |          |          |

優勝者ジャッキー・イクスの平均速度
214.518 km/h (133.295 mph)

ファステストラップ
- デニス・ハルム - 1:38.32 (47周目)

ラップリーダー
太字は最多ラップリーダー
- ジャッキー・スチュワート - 23周 (1-23)
- エマーソン・フィッティパルディ - 31周 (24-54)

達成された主な記録
- ドライバー
  - 初出走: フランソワ・ミゴール - 参戦2戦目

- コンストラクター
  - 最終エントリー/最終出走: アイフェラント
  - 最終エントリー/唯一の出走: コンニュー

## 第9戦終了時点のランキング
|         | 順位 | ドライバー                     | ポイント |
| ------- | ---- | ------------------------------ | -------- |
|         | 1    | エマーソン・フィッティパルディ | 52       |
|         | 2    | ジャッキー・スチュワート       | 27       |
| 1       | 3    | デニス・ハルム                 | 27       |
| 1       | 4    | ジャッキー・イクス             | 25       |
| 1       | 5    | ピーター・レブソン             | 14       |
| ソース: |      |                                |          |

|         | 順位 | コンストラクター      | ポイント |
| ------- | ---- | --------------------- | -------- |
|         | 1    | ロータス-フォード     | 52       |
| 2       | 2    | マクラーレン-フォード | 35       |
| 1       | 3    | ティレル-フォード     | 33       |
| 1       | 4    | フェラーリ            | 29       |
|         | 5    | BRM                   | 13       |
| ソース: |      |                       |          |

- 注: トップ5のみ表示。前半6戦のうちベスト5戦及び後半6戦のうちベスト5戦がカウントされる。